# Діоксид тривуглецю
Діоксид тривуглецю (недоксид вуглецю) — це хімічна сполука з формулою C3O2. Вперше був відкритий у 1906 році. Токсичний. У невеликих концентраціях діє як лакриматор, у велеких концентраціях викликає задуху.

## Фізичні властивості
За звичайних умов діоксид тривуглецю — безбарвний газ. Температура плавлення — -107°С, температура кипіння — 6,8 °С. Погано розчинний у тетрагідрофурані, діетиловому ефірі, сірковуглеці та діоксані.  При 20°С розчиняється у сірковуглеці, діетеловому ефірі, бензені. Густина — 1,114 г/см³ при 0 °С.

## Хімічні властивості
Діоксид тривуглецю є похідним від малонової кислоти. При взаємодії з нуклеофілами утворює малонову кислоту (якщо нуклеофіл — вода) або її похідні:
{\displaystyle {\ce {O=C=C=C=O +2HNu ->Nu-C(O)-CH2-C(O)-Nu}}}
Реакція з водою:
{\displaystyle {\ce {O=C=C=C=O +2H2O ->HO-C(O)-CH2-C(O)-OH}}}
Реакція зі спиртами дає естери малонової кислоти. З метанолом та етанолом взаємодіє при кімнатній температурі. Для взаємодії з іншими спиртами потрібне нагрівання або каталізатори:
{\displaystyle {\ce {O=C=C=C=O +2ROH ->RO-CO-CH2-CO-OR}}}

## Отримання
Діоксид тривуглецю отримують дегідратацією малонової кислоти оксидом фосфору(\/):
{\displaystyle {\ce {O=C(OH)-CH2-C(OH)=O +P2O5 ->O=C=C=C=O +H4P2O7}}}